# Colin Farrell
Cet article concerne un acteur irlandais né en 1976. Pour l'acteur britannique, voir Colin Farrell (1938).
Pour les articles homonymes, voir Farrell.
Colin Farrell [ˈkɒlɪn ˈfæɹəl], né le 31 mai 1976 à Castleknock, dans la banlieue de Dublin, est un acteur irlandais.
Il est révélé en 2000 par le film de guerre Tigerland, de Joel Schumacher. Il est alors recruté pour plusieurs grosses productions :  Mission Évasion (2002), Minority Report (2002), S.W.A.T. unité d'élite (2003), La Recrue (2003) et Daredevil (2003). Il retrouve également le réalisateur Joel Schumacher pour le film concept Phone Game (2003) et le film biographique Veronica Guerin (2003).
Par la suite, il est propulsé tête d'affiche, pour des projets ambitieux : il incarne Alexandre le Grand dans le biopic Alexandre (2004), d’Oliver Stone ; partage l'affiche du thriller Miami Vice : Deux flics à Miami (2006), de Michael Mann, avec Jamie Foxx. Il incarne aussi le capitaine Smith dans la fresque Le Nouveau Monde (2006), réalisé par Terrence Malick.
Par la suite, il tourne beaucoup en Europe : Le Rêve de Cassandre (2007), Bons Baisers de Bruges (2008), Ondine (2009), Les Chemins de la liberté (2010), London Boulevard (2011) et Sept psychopathes (2012). Le réalisateur grec Yórgos Lánthimos le dirige pour The Lobster (2015) et Mise à mort du cerf sacré (2017).
Parallèlement, il revient à Hollywood pour des projets commerciaux et plus légers : il participe à la comédie potache Comment tuer son boss ? (2011), la comédie d'horreur Fright Night (2011). Il porte ensuite le blockbuster Total Recall : Mémoires programmées (2012), puis joue dans Les Animaux fantastiques (2016). Par ailleurs, il revient à un registre dramatique pour tenir le premier rôle masculin de la deuxième saison de la série anthologique True Detective (2015). Au cinéma, il est dernièrement apparu dans Les Proies (2017) de Sofia Coppola, Dumbo (2019) de Tim Burton, The Gentlemen (2020) de Guy Ritchie, The Batman (2022) de Matt Reeves et Treize Vies (2022) de Ron Howard.

## Biographie

### Jeunesse
Colin Farrell grandit à Castlenock, une banlieue résidentielle de Dublin, en Irlande, le plus jeune de quatre enfants (un grand frère et deux grandes sœurs). Son père possédait un restaurant et tient aujourd'hui un magasin diététique.
Dans les années 1960, son père Eamon et son oncle Tommy étaient footballeurs pour les Shamrock Rovers, le club de la capitale. Enfant, il envisage de suivre leurs traces, mais l'entrée dans l'adolescence lui fait passer le goût pour les entraînements.
Il abandonne aussi l'école à 17 ans. Il devient pendant huit mois danseur en ligne dans une troupe qui fait des démonstrations de danse country dans des clubs irlandais. Il passe aussi une audition pour la formation du boys band Boyzone. Il échoue après avoir, selon ses dires, massacré Careless Whisper de George Michael. Il part un an en Australie avec deux copains, s'essaye à divers petits boulots alimentaires (serveur…) et connaît là-bas sa première expérience théâtrale en jouant un petit rôle dans un spectacle amateur sur la vie de Ned Kelly.

### Débuts (1995-2000)
De retour en Irlande, il continue à chercher sa voie. Son frère réussit à le convaincre de prendre des cours de comédie. Il s'inscrit donc à la Gaiety School of Acting, qu'il abandonne assez vite car en 1998, il commence à jouer des petits rôles dans des téléfilms et des séries télévisées. Il obtient en particulier un petit rôle récurrent dans la série Ballykissangel produite par la BBC et située en Irlande. Il trouve aussi de petits rôles dans quelques films de cinéma, notamment dans le premier film que tourne Tim Roth en tant que réalisateur, The War Zone.
Alors qu'il interprète un jeune semi-autiste dans une pièce de théâtre, In a Little World of Our Own, l'acteur américain Kevin Spacey, de passage à Londres, le remarque et lui propose un petit rôle dans un film où il est tête d'affiche, Ordinary Decent Criminal. Le film conte l'histoire d'une bande de truands irlandais, et c'est le premier film américain dans lequel joue Farrell.

### Ascension à Hollywood (2000-2004)
Fort de ces expériences, il part tenter sa chance aux États-Unis, y rencontre des agents. On lui propose le casting de Tigerland, un film de guerre réalisé par Joel Schumacher avec un budget relativement modeste. N'ayant pu se rendre au casting, il réalise une vidéo, et c'est grâce à cet enregistrement qu'il est sélectionné pour le premier rôle.
Le film, réalisé par Joel Schumacher, ne fait pas beaucoup d'entrées, mais ce rôle de soldat rebelle lui permet de se faire remarquer par la critique et le milieu du cinéma. En 2000, il gagne le prix de la Boston Society of Film Critics dans la catégorie meilleur acteur.
Il s'ensuit un bouche à oreille qualifiant Farrell de « Hollywood Next Big Thing », la nouvelle révélation sur laquelle Hollywood mise gros (alors qu'il n'a encore joué dans aucun film à succès). À partir de ce moment, les projets de films américains s'enchaînent : un western (American Outlaws), un rôle dans un thriller militaire avec Bruce Willis (Mission Évasion), puis en 2002, un second rôle dans Minority Report de Steven Spielberg, face à Tom Cruise. Cette dernière apparition confirme le lancement de sa carrière hollywoodienne.
L'année 2003 marque ainsi un premier tournant, placé sous le sceau de l'action : l'acteur retrouve d'abord le réalisateur Joel Schumacher pour Phone Game, un thriller concept où il est quasiment le seul personnage principal à l'écran, puisqu'il incarne un jeune playboy pris au piège par un psychopathe dans une cabine téléphonique. Il évolue ensuite aux côtés d'Al Pacino dans La Recrue, de Roger Donaldson, puis partage l'affiche avec Samuel L. Jackson du thriller d'action S.W.A.T.. Il continue à cultiver une ambigüité concernant son image, en prêtant ses traits au super-vilain Bullseye dans l'adaptation du comic book Daredevil.
Parallèlement à cette intense activité cinématographique, les journaux people s'intéressent à Farrell et font leur titres sur ses manières de mauvais garçon fêtard, lui prêtant des aventures avec des célébrités. Il y gagne son surnom d’« Irish bad boy (« mauvais garçon irlandais ») », et ses interviews décomplexées ne font rien pour infirmer cette réputation.
Son ascension dans le star-system est fulgurante (ce que Farrell décrit en disant qu'il n'a pas gravi les échelons peu à peu mais en a sauté énormément d'un coup) : en l'espace de deux ou trois ans seulement, il entre dans le classement des acteurs les mieux payés d'Hollywood.

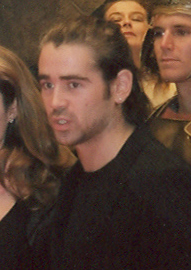
À Cologne, en décembre 2004, pour la première dAlexandre.

### Grands réalisateurs (2004-2007)
L'année 2004 lui permet de s'éloigner des productions de pur divertissement en portant le drame intimiste La Maison au bout du monde, puis en incarnant Alexandre le Grand dans un ambitieux péplum signé Oliver Stone, et dans lequel il a pour partenaire Angelina Jolie. L'exploitation en salles d'Alexandre rembourse à peine son budget énorme. D'une certaine façon, l'attente suscitée par le film, et l'ampleur du rôle, érigent néanmoins l'œuvre comme le sommet de sa carrière.
Sa performance marque ainsi le début de la seconde partie de sa carrière : celle placée sous la direction de grands cinéastes.
En 2005, il joue John Smith dans une nouvelle adaptation de l'histoire de Pocahontas, Le Nouveau Monde, de Terrence Malick. Cette fresque historique et mythique impressionne la critique, mais déçoit au box-office. 
De même en 2006, lorsqu'il reprend au côté de Jamie Foxx le rôle de Sonny Crockett dans Miami Vice : Deux flics à Miami, un autre film à gros budget signé Michael Mann. Il y interprète un flic ombrageux, flirtant avec l'illégalité, et épris d'une femme d'affaires impitoyable incarnée par l'actrice chinoise Gong Li. Les résultats au box-office sont également décevants.
Il tourne ensuite pour Woody Allen, dans le drame Le Rêve de Cassandre, où il joue un trentenaire de South London, empêtré dans des affaires de jeu, et traînant son frère incarné par Ewan McGregor dans sa quête désespérée d’ascension sociale.
Ces projets ambitieux ne rencontrent cependant pas un grand succès en salles. Farrell fait donc confiance au producteur Tom Cruise pour la romance historique sortie en 2006, Demande à la poussière, adaptée du roman le plus célèbre de John Fante, écrite et réalisée par Robert Towne. Il retente ensuite le registre du policier social avec Le Prix de la loyauté, de Gavin O'Connor, où il a pour partenaire Edward Norton. Deux échecs. Il retourne donc en Europe.

### Cinéma européen (2008-2010)

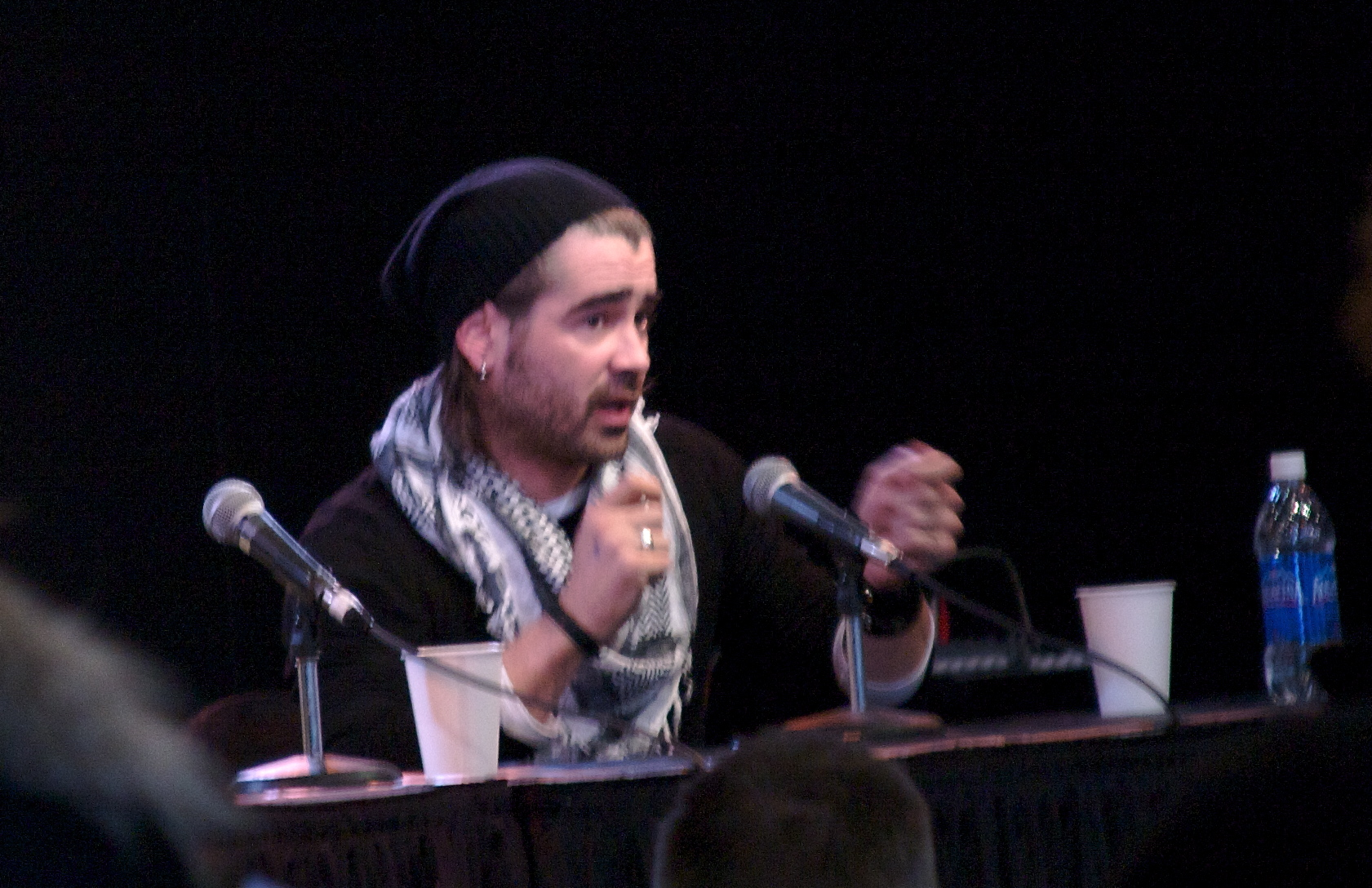
Au Slamdance Film Festival 2008.

En 2008, il connaît un succès critique et commercial avec Bons Baisers de Bruges, une comédie noire réalisée par le dramaturge anglo-irlandais Martin McDonagh, dans laquelle il évolue aux côtés de son compatriote Brendan Gleeson. Ce film lui vaut aussi un Golden Globe du meilleur acteur de comédie, devant son partenaire, nommé dans la même catégorie et pour le même film.
En 2009, il est choisi aux côtés de Jude Law et Johnny Depp pour remplacer Heath Ledger, soudainement décédé, afin d'achever le film fantastique du britannique Terry Gilliam que le comédien tournait alors : L'Imaginarium du docteur Parnassus.
En 2010, il joue dans la fresque romantique Ondine, de son compatriote Neil Jordan, qui lui permet de tourner une nouvelle fois en Irlande. Une prestation de nouveau saluée par la critique. Il continue ensuite à voyager en parcourant l'Eurasie sous la direction du réalisateur Peter Weir, pour le drame historique Les Chemins de la liberté, dont il partage l'affiche avec Jim Sturgess et Ed Harris. Cette même année, il conclut son périple hors Hollywood avec le thriller londonien London Boulevard, première réalisation du scénariste William Monahan, où il a pour partenaire Keira Knightley.

### Retour en demi-teinte à Hollywood (2011-2015)

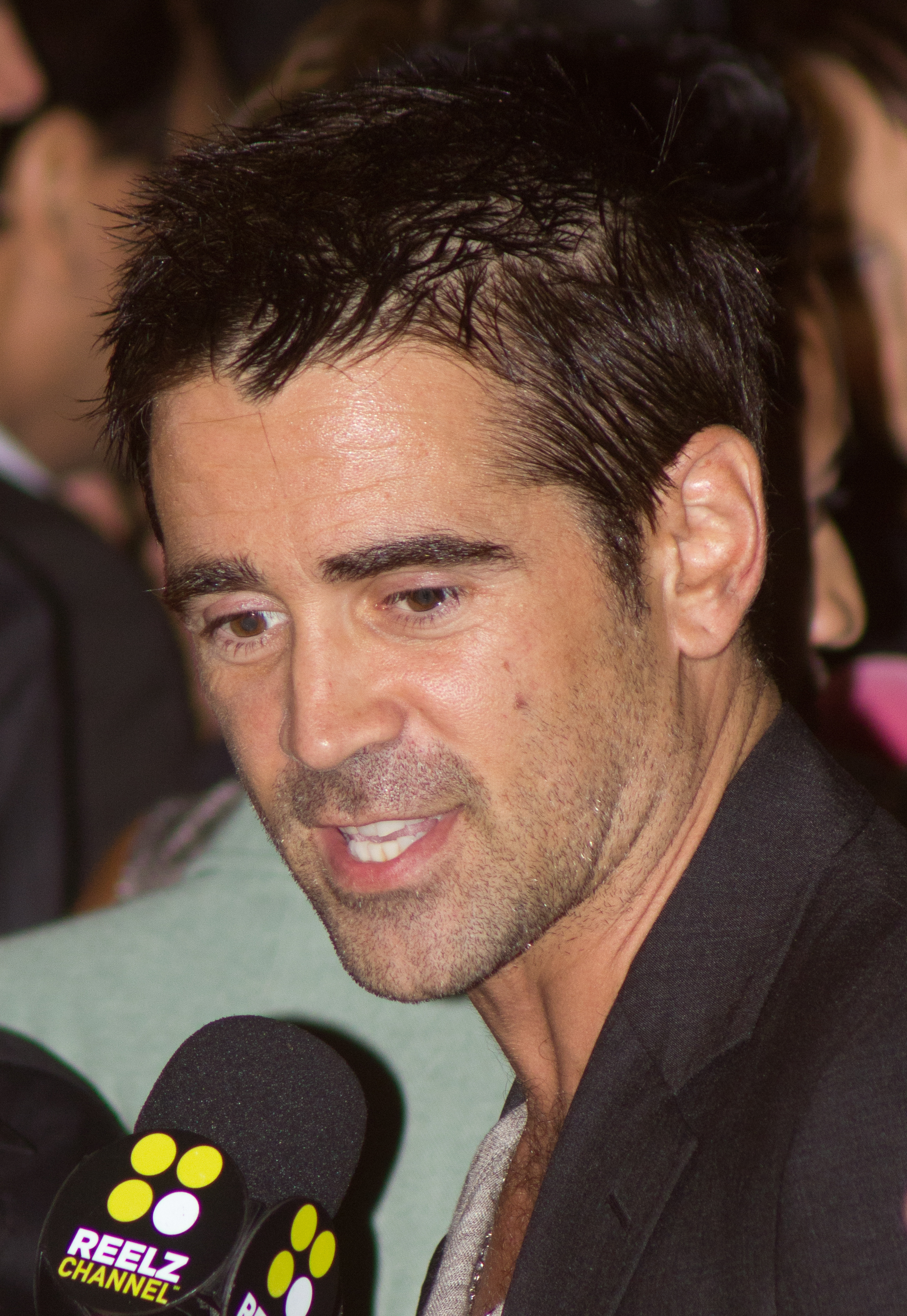
Au Festival International du Film de Toronto 2012, pour la première mondiale de Seven Psychopaths.

L'année 2011 est en effet marquée par un retour aux productions américaines légères : d'abord dans la comédie, en jouant les patrons psychopathes dans la satire Comment tuer son boss ? de Seth Gordon, puis sous la forme d'un mystérieux vampire dans la parodie de film d'horreur Fright Night, de Craig Gillespie.
Mais il revient surtout à l'action en 2012, avec le blockbuster de science-fiction Total Recall : Mémoires programmées, remake du film éponyme de Paul Verhoeven, cette fois signé Len Wiseman. La même année, il retrouve Martin McDonagh pour son deuxième long-métrage, la comédie noire Sept psychopathes, qui lui permet de renouer avec la critique.
Ce qui n'est pas le cas en 2013 pour le thriller d'action Dead Man Down de Niels Arden Oplev, un flop critique et commercial, et dont il est pourtant la tête d'affiche. À côté, il se contente d'un rôle secondaire dans la comédie dramatique historique Dans l'ombre de Mary, de John Lee Hancock, et mené par Emma Thompson.
L'année 2014 est marquée par deux échecs, l'amenant à jouer les prétendants séducteurs : tout d'abord la fresque fantastique Un amour d'hiver d'Akiva Goldsman, éreintée par la critique, et ne rapportant qu'à peine la moitié de son budget ; puis le plus modeste Mademoiselle Julie, d'après la pièce de Strindberg, réalisé par Liv Ullmann, qui ne convainc pas non plus, malgré la présence de Jessica Chastain dans le rôle-titre.

### Regain critique (depuis 2015)

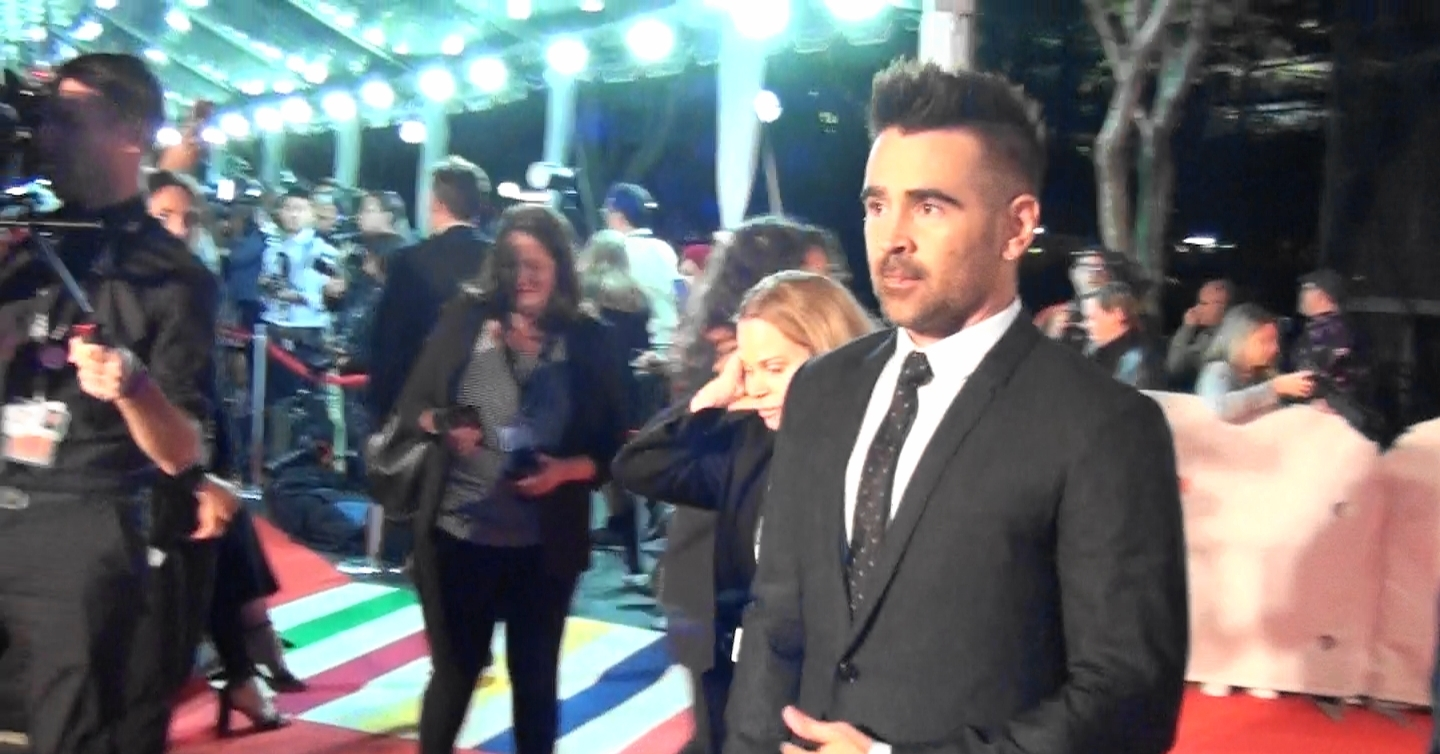
L'acteur à la première de Les Veuves au Festival international du film de Toronto 2018.

L'année 2015 semble placée sous le sceau de la renaissance : tout d'abord en intégrant la distribution principale de l'acclamée série policière True Detective : il y joue un inspecteur de police dépressif aux côtés de Vince Vaughn et Rachel McAdams. Il revient surtout au cinéma européen, en tête d'affiche du thriller romantique de science-fiction The Lobster, de Yórgos Lánthimos, qui remporte le Prix du Jury au Festival de Cannes 2015.
Cette même année, il est également à l'affiche du thriller américain Prémonitions, d'Afonso Poyart, dans lequel il incarne le serial-killer poursuivi par les enquêteurs interprétés par Jeffrey Dean Morgan et Anthony Hopkins. Ce film, qui recycle un script originellement conçu pour être la suite du film culte Seven de David Fincher, a été tourné en 2013.
En 2016, il est à l'affiche du blockbuster Les Animaux fantastiques, film dérivé de la saga à succès Harry Potter, mis en scène par David Yates. Ce film marque le début d'une série de films préquelle aux aventures du jeune sorcier, scénarisée par la romancière J.K. Rowling elle-même.
En 2017, il est à l'affiche de deux films présentés en compétition officielle pour la Palme d'or au Festival de Cannes. Il retrouve Yórgos Lánthimos pour Mise à mort du cerf sacré et tourne pour la première fois sous la direction de Sofia Coppola dans Les Proies, remake du film homonyme de Don Siegel avec Clint Eastwood.. Dans chacun de ces deux films, il a pour partenaire Nicole Kidman et chacun a reçu un prix (prix du scénario pour le premier, et prix de la mise en scène pour le second).
En 2018, il tourne sous la direction de Steve McQueen dans le film de braquage Les Veuves aux côtés d'une distribution prestigieuse telle que Viola Davis, Michelle Rodríguez, Elizabeth Debicki, Cynthia Erivo, Carrie Coon, Daniel Kaluuya, Jon Bernthal, Robert Duvall et Liam Neeson.
En 2019, il tourne sous la direction de Tim Burton dans le film live de Dumbo aux côtés de Michael Keaton et Danny DeVito. La même année, il tourne également pour Guy Ritchie dans The Gentlemen avec Matthew McConaughey, Charlie Hunnam et Hugh Grant. Toujours en 2019, il est choisi pour incarner le Pingouin dans le premier film d'une nouvelle saga adaptée de Batman, The Batman de Matt Reeves face à Robert Pattinson, sorti en 2022.
La même année, il retrouve Martin McDonagh dans le drame Les Banshees d'Inisherin où il retrouve également son compatriote Brendan Gleeson. Sa performance lui vaut la Coupe Volpi de la meilleure interprétation masculine à la Mostra de Venise 2022.

## Vie privée
Colin Farrell a arrêté l'alcool et les drogues fin 2005, après le tournage de Miami Vice. Il a fait une cure de désintoxication après avoir pris conscience qu'il avait « franchi la ligne » au-delà de laquelle il est difficile d'arrêter seul.
Il a deux enfants :
- son premier fils, James Pádraig Farrell, né en septembre 2003 de sa relation avec le mannequin Kim Bordenave, souffre d'une maladie génétique très rare (un cas sur douze à vingt mille) appelée syndrome d'Angelman ;
- le deuxième, Henry Tadeusz Farrell, est né en octobre 2009 de sa relation avec l'actrice et chanteuse polonaise Alicja Bachleda-Curus, qui était sa partenaire dans le film Ondine et dont il est séparé depuis octobre 2010[15].

## Filmographie

### Cinéma

#### Années 2000
- 2000 : The War Zone de Tim Roth : Nick
- 2000 : Ordinary Decent Criminal de Thaddeus O'Sullivan : Alec
- 2000 : Tigerland de Joel Schumacher : Bozz
- 2001 : American Outlaws de Les Mayfield : Jesse James
- 2002 : Mission Évasion (Hart's War) de Gregory Hoblit : lieutenant Thomas W. Hart
- 2002 : Minority Report de Steven Spielberg : Danny Witwer
- 2002 : Phone Game (Phone Booth) de Joel Schumacher : Stu Shepard
- 2003 : Veronica Guerin de Joel Schumacher : Spanky McSpank
- 2003 : SWAT : Unité d'élite (S.W.A.T.) de Clark Johnson : Jim Street
- 2003 : La Recrue (The Recruit) de Roger Donaldson : James Clayton
- 2003 : Daredevil de Mark Steven Johnson : Le Tireur
- 2003 : Intermission de John Crowley : Lehiff
- 2004 : Alexandre (Alexander) d’Oliver Stone : Alexandre le Grand
- 2004 : La Maison au bout du monde (A Home at the End of the World) de Michael Mayer : Bobby
- 2006 : Demande à la poussière (Ask the Dust) de Robert Towne : Arturo Bandini
- 2006 : Miami Vice : Deux Flics à Miami (Miami Vice) de Michael Mann : James « Sonny » Crockett
- 2006 : Le Nouveau Monde (The New World) de Terrence Malick : capitaine Smith
- 2007 : Le Rêve de Cassandre (Cassandra's Dream) de Woody Allen : Terry
- 2008 : Le Prix de la loyauté (Pride and Glory) de Gavin O'Connor : Jimmy Egan
- 2008 : Bons Baisers de Bruges (In Bruges) de Martin McDonagh : Ray
- 2009 : L'Imaginarium du docteur Parnassus (The Imaginarium of Doctor Parnassus) de Terry Gilliam : troisième version de Tony dans l’Imaginarium
- 2009 : Crazy Heart de Scott Cooper : Tommy
- 2009 : Eyes of War de Danis Tanović : Mark Walsh
- 2009 : Ondine de Neil Jordan : Syracuse

#### Années 2010
- 2010 : Les Chemins de la liberté (The Way Back) de Peter Weir : Valka
- 2011 : London Boulevard de William Monahan : Mitchell
- 2011 : Comment tuer son boss ? (Horrible Bosses) de Seth Gordon : Bobby Pellitt
- 2011 : Fright Night de Craig Gillespie : Jerry
- 2012 : Total Recall : Mémoires programmées (Total Recall) de Len Wiseman : Doug Quaid / Hauser
- 2012 : Sept Psychopathes (Seven Psychopaths) de Martin McDonagh : Marty
- 2013 : Dead Man Down de Niels Arden Oplev : Victor
- 2013 : Dans l'ombre de Mary : La Promesse de Walt Disney (Saving Mr. Banks) de John Lee Hancock : Travers Robert Goff
- 2013 : Epic : La Bataille du royaume secret (Epic) de Chris Wedge : Ronin (voix)
- 2014 : Un amour d'hiver (Winter's Tale) d'Akiva Goldsman : Peter Lake
- 2014 : Mademoiselle Julie (Miss Julie) de Liv Ullmann : Jean
- 2015 : Prémonitions (Solace) d'Afonso Poyart : Charles Ambrose
- 2015 : The Lobster de Yórgos Lánthimos : David
- 2016 : Les Animaux fantastiques (Fantastic Beasts and Where to Find Them) de David Yates : Percival Graves
- 2017 : Les Proies (The Beguiled) de Sofia Coppola : John McBurney
- 2017 : Mise à mort du cerf sacré (The Killing of a Sacred Deer) de Yórgos Lánthimos : Steven Murphy
- 2017 : L'Affaire Roman J. (Roman J. Israel, Esq.) de Dan Gilroy : George Pierce
- 2018 : Les Veuves (Widows) de Steve McQueen : Jack Mulligan
- 2019 : Dumbo de Tim Burton : Holt Farrier

#### Années 2020
- 2020 : The Gentlemen de Guy Ritchie : Coach
- 2020 : Artemis Fowl de Kenneth Branagh : Artemis Fowl I
- 2020 : Ava de Tate Taylor : Simon
- 2021 : Voyagers de Neil Burger : Richard
- 2021 : After Yang de Kogonada : Jake
- 2022 : The Batman de Matt Reeves : Oswald "Oz" Cobb / Le Pingouin
- 2022 : Treize Vies (Thirteen Lives) de Ron Howard : John Volanthen
- 2022 : Les Banshees d'Inisherin (The Banshees of Inisherin) de Martin McDonagh : Pádraic
- 2025 : A Big Bold Beautiful Journey de Kogonada : David
- 2025 : Ballad of a Small Player d'Edward Berger : Doyle

### Télévision

#### Séries télévisées
- 1998 - 1999 : Ballykissangel : Danny Byrne
- 2005 : Scrubs : Billy Callahan
- 2007 : Les Griffin (Family Guy) : Lui-même (voix)
- 2015 : True Detective : Ray Velcoro[16]
- 2021 : The North Water : Henry Drax
- 2024 : Sugar : John Sugar
- 2024 : The Penguin : Oswald "Oz" Cobb / Le Pingouin

#### Téléfilm
- 1998 : Falling for a Dancer de Richard Standeven : Daniel McCarthey

## Voix francophones
En version française, Boris Rehlinger est la voix de Colin Farrell dans la quasi-intégralité de ses apparitions. Jérôme Pauwels est sa voix à deux reprises dans Bons Baisers de Bruges et Crazy Heart tandis qu'il est doublé à titre exceptionnel par Fabrice Josso dans Ordinary Decent Criminal, Jean-Didier Aïssy dans Intermission, Cédric Chevalme dans Alexandre, Michelangelo Marchese dans Ondine et Pierre Lognay dans Mademoiselle Julie.
En version québécoise, Martin Watier est également la voix de Colin Farell dans la quasi-intégralité de ses apparitions. Renaud Paradis est sa voix dans Le Combat du lieutenant Hart et L'Imaginarium du Docteur Parnassus.
Versions françaises
- Boris Rehlinger dans : Minority Report, Phone Game, Daredevil, Scrubs, Miami Vice, L'Imaginarium du docteur Parnassus, Sept psychopathes, True Detective, The Lobster, Les Animaux fantastiques, Les Proies, Mise à mort du cerf sacré, Dumbo, The Gentlemen, The Batman[17], etc.

Versions québécoises
Note : La liste indique les titres québécois.
- Martin Watier dans : Alexandre, Le Nouveau Monde, Deux flics à Miami, Bienvenue à Bruges, Crazy Heart, Total Recall : Mémoires programmées, Sept psychopathes, Les Animaux fantastiques, L'Affaire Roman J., Mise à mort du cerf sacré, Dumbo, The Gentlemen[19], etc.